# Cephalotes sobrius
Cephalotes sobrius är en myrart som först beskrevs av Kempf 1958.  Cephalotes sobrius ingår i släktet Cephalotes och familjen myror. Inga underarter finns listade.